# Ezker Gogoa
Ezker Gogoa (expresión que en euskera quiere decir «espíritu de izquierda») es una organización política española del País Vasco, surgida de una escisión del partido político Zutik, que se formó en marzo de 2007 con la pretensión de ser un espacio de encuentro y reflexión para la renovación de la izquierda vasca.
Ezker Gogoa es una asociación que tiene por objetivo «contribuir al desarrollo de una nueva ética política», «promover la autoorganización de la sociedad civil» e «impulsar la renovación y la recomposición unitaria de una izquierda social y política respetuosa con la democracia y el pluralismo» en la búsqueda de una sociedad más justa e igualitaria. Aunque su núcleo fundacional surgió de una escisión de Zutik, agrupa a otras personas de diferentes partidos y movimientos sociales, a título individual. En 2009 confluyó con Alternatiba, escisión a su vez de Ezker Batua-Berdeak, debido a la coincidencia en los principios políticos que impulsan a ambas agrupaciones.